# Maison rurale de l'Outre-Forêt
 (avril 2012).
La Maison rurale de l’Outre-Forêt est un ancien corps de ferme rénové et transformé en musée, situé à Kutzenhausen, dans l'Outre-Forêt, région naturelle située à l'extrême nord de l'Alsace, à proximité de la frontière avec le Palatinat allemand, incluse dans le Parc naturel régional des Vosges du Nord.

## Présentation
Les diverses collections présentées rendent compte de la vie rurale, dans le nord de l’Alsace, durant les années 1920 à 1950, avant l’introduction de la motorisation dans l’agriculture. L’architecture des bâtiments, leur disposition, le décor formé par le colombage, sont représentatifs des constructions de l’Outre-Forêt.
On y visite la cave où l’on conservait pour l’hiver les denrées produites à la ferme pendant la belle saison.
La maison d’habitation, construite entre la fin du XVIIe et le début du XVIIIe siècle, est meublée à l’ancienne. Elle comprend la « Gross’Stub » (pièce à vivre que l’on désignerait aujourd’hui par le terme de « séjour »), une cuisine, la Klein’Stub (chambre des anciens)... Plus loin, les dépendances agricoles avec l’étable, l’écurie, la grange, la porcherie, les clapiers, rappellent l’importance qu’avaient alors les animaux dans la vie de la ferme.
La distillerie présente la tradition ancestrale de la distillation des fruits du verger.
Le hangar aux machines agricoles rappelle le dur labeur du fermier… et des bêtes. Des ateliers d’artisans ruraux ont été rajoutés à cet ensemble : celui du charron, du forgeron, du tonnelier, du cordonnier, en souvenir des métiers exercés traditionnellement dans nos campagnes. Enfin, à côté d’un espace d’exposition temporaire, une salle de classe des années trente permet de s’exercer à l’écriture à la plume Sergent-Major.
De nombreuses animations et expositions complètent cette visite : conférences sur les arts et traditions populaires, démonstrations culinaires ou d’artisanat rural, ainsi que le Festival autour du Point de Croix qui s’y tient chaque année à l’automne.

## Fonctionnement
La Maison rurale de l’Outre-Forêt a été inaugurée en 1998 et accueille aujourd’hui 15 000 visiteurs par an, dont près de 3 000 enfants en sortie scolaire.
La communauté de communes Sauer-Pechelbronn est propriétaire et gestionnaire des lieux. L’association des Amis de la Maison Rurale de l’Outre-Forêt (AMROF) est propriétaire des collections et animateur du site.
La Maison rurale a obtenu du Conseil général du Bas-Rhin, en 2008, le label « Centre d’interprétation du patrimoine » dans le domaine des Arts et Traditions Populaires, lequel authentifie la qualité de son travail tout en encourageant de nouveaux partenariats pour un meilleur rayonnement de la thématique « art d’habiter et mode de vie » sur le territoire.
Elle fait également partie, avec 15 autres musées et expositions, du réseau de la « Chaîne de la Découverte » du Parc naturel régional des Vosges du Nord. Ensemble, ils proposent des animations de découverte originales et pédagogiques pour les enfants et leurs familles : les « Amuses-Musées ». Ce travail de réseau se concrétise également par un site internet mutualisé qui présente une partie des collections de ces musées et expositions ainsi que leur actualité.

## Expositions et manifestations

### Expositions
- "De la Roue à la Bicyclette" : du 8 juillet au 16 septembre 2018[2]
- "D’ici et d’ailleurs, à la croisée des Vosges du Nord" : du 13 juin 2020 au 13 septembre 2020[3]
- "L'Alsace" : du 12 juillet au 13 septembre 2020[4]

### Salons
- Le festival du point de croix et de la broderie[5] (à l'automne)
- Le printemps des pelotes (mars)[6]